# 오자서

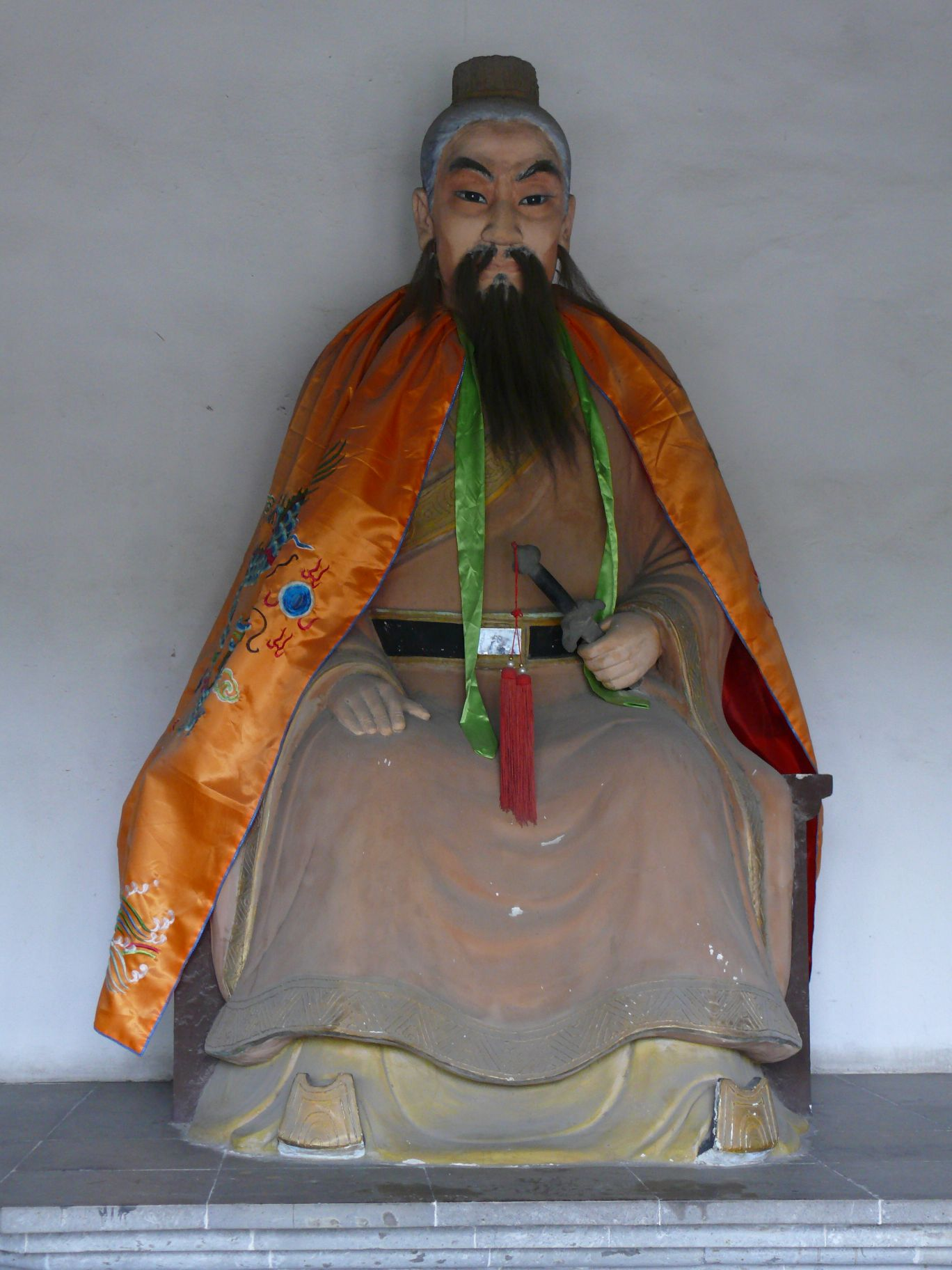
오자서 조각상

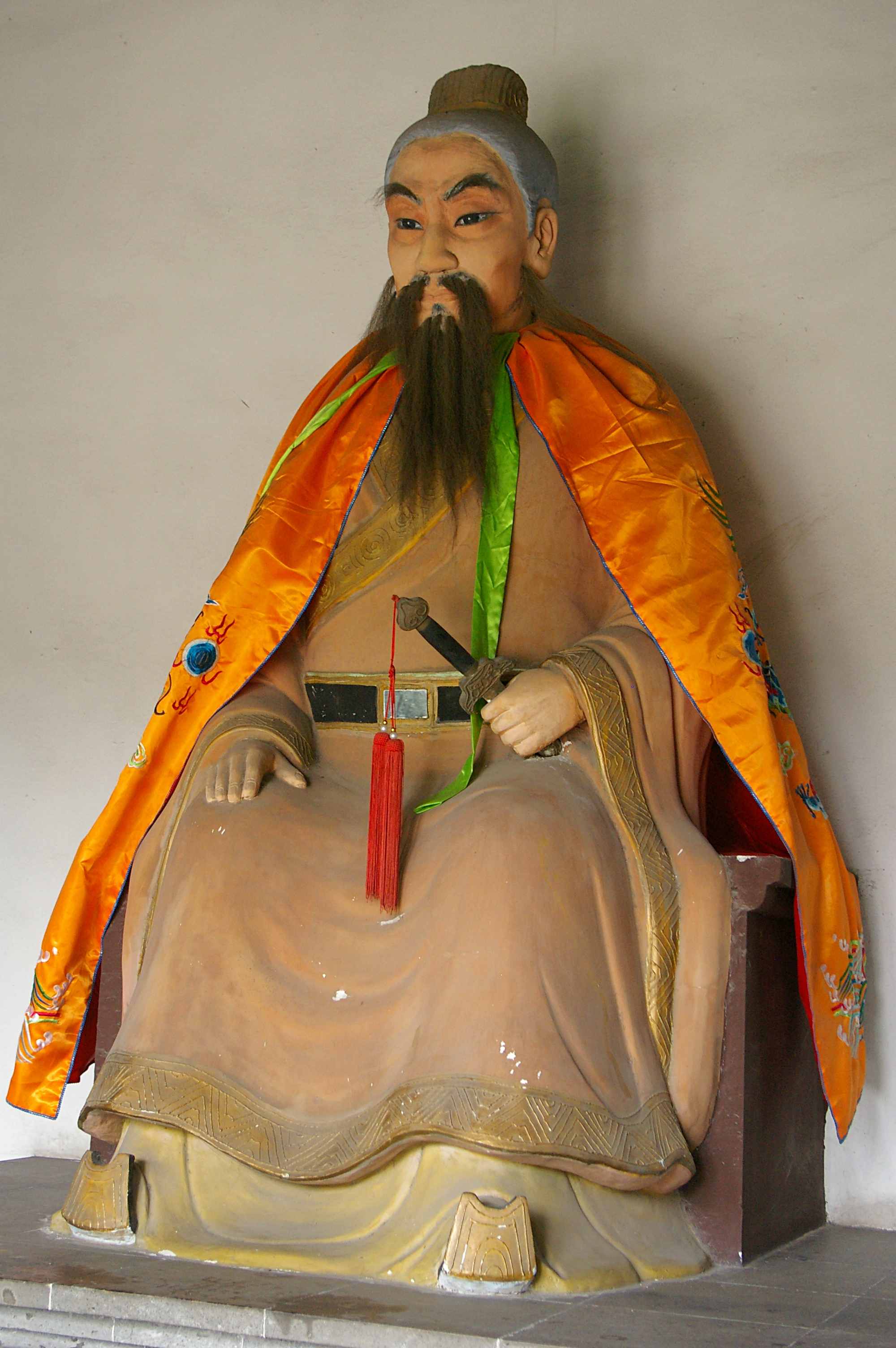
오자서 조각상

오자서(伍子胥, ? ~ 기원전 485년)는 중국 춘추 시대 오나라의 정치가로, 자서(子胥)는 자이며, 이름은 운(員)이다. 본래 초나라 출신이나 아버지와 형이 평왕(平王)의 노여움을 사 처형된 뒤 초나라를 떠났다. 그 뒤 오나라의 약진에 크게 공헌하였으나, 점점 오나라 왕 부차(夫差)와 사이가 벌어져 목숨을 잃었다.

## 약력

### 초나라에서 오나라로
오자서의 부친 오사는 초나라 태자 건의 스승(태부)이었다. 비무기는 소부였는데, 태자에게 충심을 다하지 아니하였다. 초나라 군주 평왕은 비무기에게 진(秦)나라로 가서 진나라 군주 애공의 여동생을 데리고 와 태자의 아내를 삼도록 하였다. 비무기는 애공의 여동생이 미인임을 알고 평왕에게 그녀를 취하고 태자에게는 다른 규수를 맺어달라고 아첨하였다. 평왕은 그의 말에 동의하여 애공의 여동생을 후궁으로 삼고 총애하였다. 애공의 여동생이자 진나라 공주는 왕자 진을 낳았다.
비무기는 평왕이 승하하고 태자가 즉위하면 자신의 목숨이 위험해질까 두려워 평왕에게 태자를 헐뜯는 발언을 자주 일삼았다. 평왕은 태자를 차츰 멀리하였고, 나중에는 태자를 변방 성보읍으로 보내 방위하도록 명하였다.
비무기는 평왕에게 태자가 진나라 공주의 일로 원한을 품고 있고 반란을 일으킬 준비를 하고 있다고 헐뜯었다.
평왕은 태자의 스승 오사를 불러내어 캐물었다. 오사는 평왕에게 어찌 간신의 말 몇마디에 골육 같은 자식을 내치려 하냐며 충언하였다. 이에 비무기는 다시 한번 태자와 오사를 비난하며 평왕이 태자를 제거하지 않는다면 태자가 반란을 일으킬 것이라고 부추겼다.
마침내 평왕은 오사를 옥에 가두고 성보읍에 사마분양을 보내 태자를 암살토록 하였다. 하지만 사마분양은 성보읍에 당도하기 전 태자에게 사람을 보내 태자가 몸을 피할 수 있도록 하였다. 태자는 송나라로 망명하였다.
비무기는 평왕에게 오사의 두 아들을 죽이지 않으면 장차 초나라의 후환이 될 것이라며 험담하였다. 평왕은 사람을 보내 오사에게 오사의 두 아들을 부르면 살려 주겠다고 거짓 약속했다. 이에 오사는 장남 오상은 사람됨이 어질어 자신이 부르면 반드시 올 것이라 하였지만 차남 오자서는 사람됨이 고집스럽고 굴욕을 견딜 수 있어 큰일을 해낼 것이니 미리 깨닫고 오지 않을 것이라고 말했다. 평왕은 오상과 오자서에게 만약 온다면 오사를 살려 줄 것이지만 오지 않는다면 오사를 죽이겠다고 전하였다. 오상이 오사가 있는 곳으로 가려 하자 오자서가 말하였다. "왕이 우리를 호출한 이유는 아버지를 살리기 위해서가 아니고 우리 형제가 훗날 초나라에 후환이 될까 두려워서 아버지를 볼모로 잡고 거짓으로 우리 형제를 불러내 모두 죽이려는 속셈입니다. 이것은 아버지의 죽음에 어떠한 보탬도 되지 않는 행위입니다. 차라리 다른 나라로 망명한 다음 힘을 빌려 아버지의 치욕을 씻어야 합니다." 이에 오상이 대답하였다. "나도 그 사실을 인지하고 있다. 하지만 아버지께서 부르심에도 아버지께 가지도 않고 훗날 복수에 성공하지도 못한다면 사람들의 비웃음거리가 될 것이다. 너는 큰 인물이니 내 대신 아버지의 복수를 완수해다오." 오상은 결국 사자에게로 갔다. 사자는 오자서마저 붙잡으려 하였지만 오자서가 활시위를 당기고 있었기에 감히 접근하지 못하였다. 오자서는 태자 건이 망명해 있던 송나라로 망명하여 그를 섬겼다. 오상이 궁궐에 도착하고 나서  오사와 장남 오상은 평왕에게 살해됐다. 오사는 죽기 전 오자서가 아직 살아남은 즉 훗날 초나라는 전란에 휩싸일 것이라는 말을 남겼다. 홀로 남은 오자서는 복수를 맹세하고, 송(宋)나라에서는 대업을 이룰 수 없다 하여 태자 건과 함께 정(鄭)나라로 탈출한다. 정나라로 간 태자는 진나라 군주 경공과 접촉하게 되었다. 진 경공은 정(鄭)나라의 군주 정공을 제거하고 태자 건을 정나라 군주로 세워 정나라를 진나라의 위성국가화하려는 야심으로 태자 건을 부추겼다. 이에 태자는 반역을 시도했지만, 사전에 발각되어 역으로 정 정공에게 살해되었다. 오자서는 태자의 아들 승과 함께 이번에는 오나라로 도망쳤다. 하지만 오자서에게는 큰 난관이 기다리고 있었는데, 정나라에서 오나라로 가려면 중간에 장강을 건너야 했고, 오자서는 장강에서 초군의 추격을 받게 된다. 당시 초나라는 오자서의 목에 5만 석의 봉록을 현상금으로 건 상황이었다. 장강에 도달한 오자서는 늙은 사공의 나룻배에 타게 되는데, 초군이 사공에게 배를 돌리라 외쳤음에도 늙은 사공은 배를 돌리지 않고 오자서를 장강 하류까지 태워다주었다. 오자서는 도착 후 늙은 사공에게 자신의 값비싼 검을 답례로 주려 하였지만, 사공은 "내가 재물을 탐했다면 5만 석의 봉록을 받고 말았을 것이오."라 며 거절하였다.  오자서는 오나라 도착 후 왕의 종친 광(光)을 섬겼다. 광은 원래 왕이 되었어야 되는 인물이었는데, 사촌 동생 요에게 왕위를 빼앗겼다. 오자서는 전제(專諸)를 공자 광에게 소개하여 광의 오왕 즉위를 준비하였다. 5년 후 초 평왕이 죽었다. 오자서는 이제 복수할 대상이 사라졌으니 어찌해야 하냐며 하루 종일 통곡을 했다고 전해진다. 한편, 오왕 요는 초나라의 국상을 틈타 초나라를 공격했지만 실패하였다. 이때 오나라의 도성이 비게 되었고, 공자 광은 전제를 시켜 요를 암살하였다. 그리고 공자 광이 마침내 왕위에 오르게 되니, 그가 바로 오왕 합려(闔閭)이다.
오자서는 손무와 함께 합려를 보좌하여 오(呉)나라의 부국강병을 이루었고, 기원전 506년에 초나라에 병사를 일으켜, 그 수도를 함락시켰다. 사마천은 사기에서 이 날 함락된 초나라의 수도 영이 금수의 세상이 되었다고 묘사하였다. 오자서는 복수를 맹세한 지 16년 만에 초나라로 돌아왔지만,  평왕은 이미 죽은 뒤였기 때문에 오자서는 평왕의 능을 파헤치고 평왕의 시체가 썩지 않았음을 기뻐하며 두 눈을 파고 평왕의 시체를 300번이나 채찍질하여 원한을 풀었다.(굴묘편시의 고사)  사기 오자서 열전에 따르면, 이 사건으로 예전의 친구였던, 신포서는 오자서의 복수에 대해 너무 가혹하다고 비난했지만, 오자서는 “나의 해는 저물고 갈 길은 머니, 도리를 역행할 수밖에 없다.(吾日莫途遠，吾故倒行而逆施之。)”고 하였다고 한다. ‘날은 저물고 갈 길은 멀다’는 뜻의 사자성어 일모도원(日暮途遠)은 여기에서 비롯한 것이다. 신포서는 진나라 군주 애공에게 원군을 요청하였지만, 애공은 초 평왕이 자신의 여동생을 후궁으로 삼은 일을 거론하며 들어주지 않았다. 이에 신포서가 7일간 도성 앞에서 단식농성을 하였다. 이에 감복한 진 애공은 구원군을 보내는 것을 허하였다. 비록 수도 영이 함락되었지만, 초나라는 강대한 국가였고 여기에 진나라의 구원군까지 더해지자 오군의 기세도 한풀 꺾였다. 설상가상으로, 합려의 동생 부개가 도성이 빈 틈을 타 반란을 일으켰다는 소식이 전해졌다. 결국 오나라는 철군을 결정하게 된다.
그 후, 강대해진 오나라는 패권 야욕으로, 월나라를 치기 위해 군사를 일으키지만, 월왕 구천의 참모 범려와 지혜 대결에서 패하고, 오군은 월나라에 대패하게 된다. 이 때의 상처로 합려는 사망하게 된다.

### 오왕 부차
합려의 아들 부차가 후사를 잇고, 부왕의 복수를 맹세하면서 오자서도 그를 보좌하였다. 기원전 494년 월나라와 싸워 대승하게 된다. 이때 오자서는 구천을 죽일 것을 강력하게 주창하지만, 부차는 그것을 받아들이지 않고, 간신 백비의 말을 따라 월나라를 속국으로 삼는 것으로 끝을 내었다. 월나라에 대한 지속적인 경계를 강력 주창한 오자서와 중원 진출을 통해 패자를 바라는 부차와의 골을 메꿔지지 않았다. 한편 월나라의 범려는 간자인 서시와 오나라 간신 백비를 사용하여, 부차의 귀에 오자서를 중상모략하게 된다.

### 오자서의 죽음
그 후도 부차는 북으로 영토를 확장하기 위해 국력을 급속하게 소모하고 있었다. 오자서는 “제나라가 피부병이라면 월나라는 속병이니, 패권주의를 접고 내실을 다지시라”라고 진언하지만, 부차는 받아들이지 않는다. 또 재상 백비는 성실하고 정직한 오자서를 탐탁지 않게 생각하고, 다양한 수단으로 부차와 오자서를 이간질한다.
이 상태로는 언젠가 월나라에 화를 입을 수 있다고 판단한 오자서는, 제나라에 사신으로 갔을 때 아들을 제나라에 맡겼다. 그러나 스스로는 오를 버리지 않겠다고 돌아오고, 이 일이 본국에 돌아온 후에 알려져 문제가 되었다  부차는 오자서에게 명검 촉루를 내려 자결을 명한다. 오자서는 분하여 유언으로 자신의 무덤에 훗날 부차의 관을 짤 가래나무를 심게 하고, 두 눈을 뽑아 월나라 방향의 성문에 걸어두라고 전했다. 죽고 나서  월나라가 오나라를 없애는 것을 두 눈으로 보겠다는 저주를 남기고 자결한 것이다.
그 말에 격노한 부차는 오자서의 시신을 가죽 자루에 넣어 강물에 버리지만, 사람들은 그를 불쌍히 여겨 근처에 사당을 지어주었다. 오자서가 죽고 월나라를 경계하는 자가 없어지자 오는 파멸의 길로 나가게 된다. 오자서의 예언대로 와신상담한 구천의 월나라는 오를 쳐서 없앤다. 구천은 부차에게 일전에 자기를 살려주었으니 자기도 부차를 살려주고, 100호의 장에 봉하겠다고 말했다. 한 나라의 왕이었던 부차는 이에 엄청난 치욕을 느꼈고, 칼로 몸을 찔러 자결을 택했다. 부차는 죽기 전 이제 저승에서 무슨 낯으로 오자서의 얼굴을 보겠느냐며 천으로 얼굴을 가린 뒤 자결했다고 한다. 사기 오자서 열전에 따르면 백비 역시 나라를 망친 간신이라는 이유로 처형당했다고 한다. 이로써 오나라는 멸망했다.

## 사후
사후 1,000년 뒤인 당나라 때 영렬왕(英烈王)으로 추존되었다. 오자서는 어느 누구도 무서워하지 않는 열정적인 사람으로서 원대한 공적을 올렸다. 그러나 그 열정 때문에 최후는 주군과 대립해 소외당하고 자살로 생을 마감했다. 한편, 범려는 냉정하게 시류를 읽는 사람이나 월을 떠나, 최후는 제로 가서 부호가 되었다고 한다.
조조는 관도 대전의 때에 투항해 온 장합 등을 마중나갈 때에 오자서의 최후를 인용해, 「오자서는 시중드는 군주를 오인한 일을 깨닫는 것이 늦었다. 너가 나에게 항복한 것은 미자계가 은나라를 배반해 주를 시중들어 한신이 항우의 아래를 떠나 유방을 시중든 것과 같은 정당한 행동이다」라고 해 편장군으로 임명해, 도정후에 봉했다.
사마천의 사기에서는, 「건은 중상모략에 떨어져 오사에 이르렀다. 상은 아버지의 명령대로 했으나 오원은 달아나 오에 갔다.」라고 열전의 6권에 「오자서 열전」으로서 다루어지고 있다.

## 같이 보기
- 서시 (사람)
- 전제 (사기열전)

## 참고 문헌
- 사마천, 『사기』 권66, 「열전」6, 오자서